# Rząśnia
Rząśnia is een dorp in het Poolse woiwodschap Łódź, in het district Pajęczański. De plaats maakt deel uit van de gemeente Rząśnia en telt 1100 inwoners.